# Gärdsgård

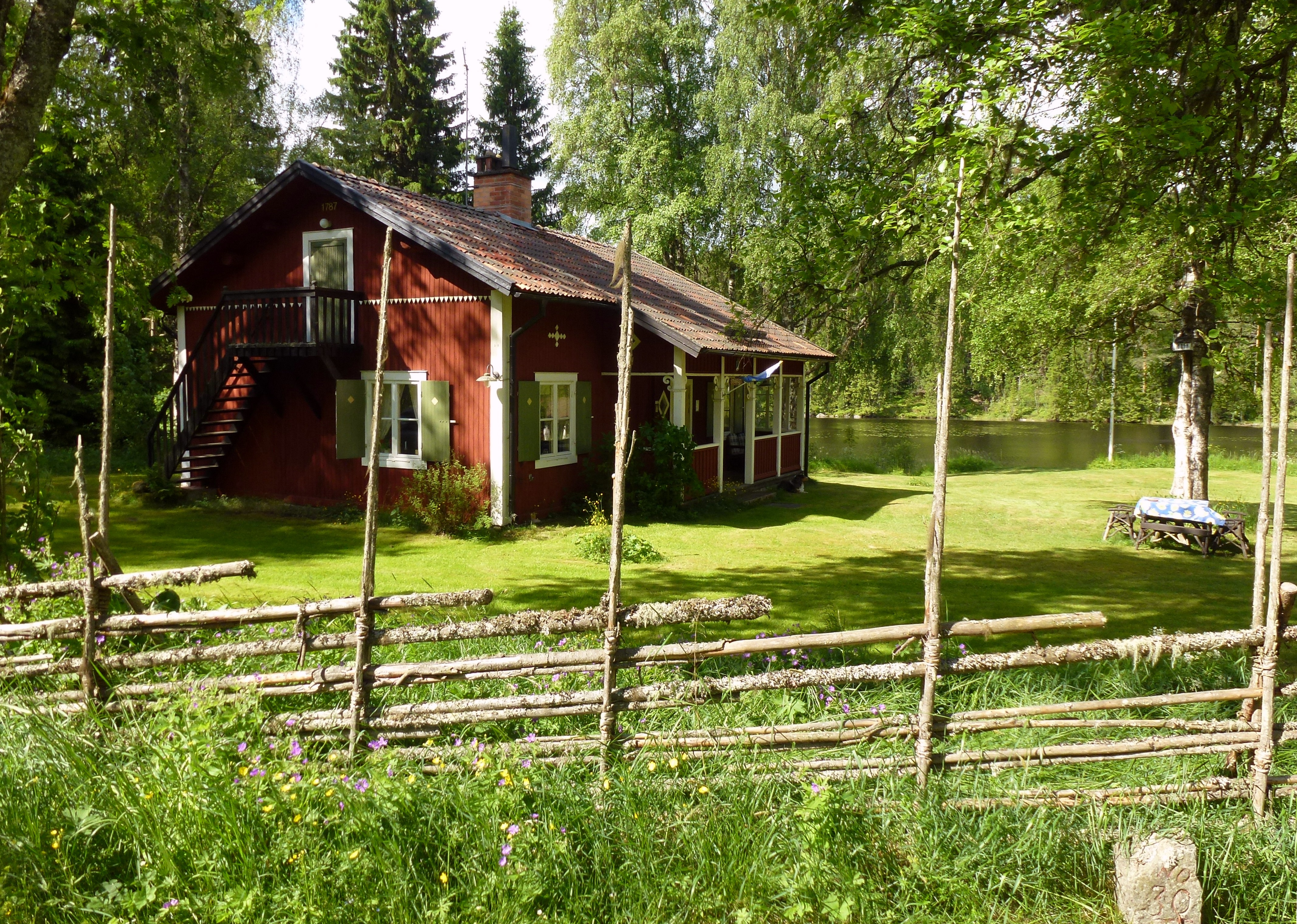
Svensk, klassisk gärdsgård vid Nyhammar.

Gärdsgård (även gärdesgård eller gärsgård; uttalas järsgård /¹jɛrsɡoːrd/) är en typ av traditionell hägnad som kan variera kraftigt i utseende och konstruktion mellan olika trakter. Gemensamt är dock att den ursprungligen var helt gjord av naturmaterial, i norra barrskogsbältet företrädesvis av en och gran. Gärdsgårdar av trä används i Norden, Estland, i delar av Ryssland och USA och en del andra områden med god tillgång till lämpligt material. Stengärdsgårdar är vanliga där det finns tillräckligt ur åkrar avlägsnade stenar eller råder brist på trä.

## Etymologi
Gärdesgård kommer av fornsvenska gärdhis gardher, gärdzgardher och är bildat av gærþe ’gärde, inhägnat område’. Enligt Svenska Akademiens ordbok bör dock formen gär(d)sgård snarare vara en sammansättning med ordet gärdsel ’hägnande, inhägnande’, av fornsvenska gärþsl, gärþsle ’gärdsgård’.
Bland dialektala benämningar för trägärdsgårdar finns bland annat fassbannhaga (”fastbandhage”), eller bara bannhaga eller haga i Hälsingland och gjashlhaga (”gärdselhage”) i Jämtland. I Norrbotten och Västerbotten kallas gärdsgården skidhage eller bara hage, t.ex. på pitemål stjihåga eller bara håga, på överkalixmål stjäirha:, i Västerbotten skihaga eller haga, där skid är ett ord för kluvet trästycke använt som stör i gärdsgården. På dialekterna i Övre Dalarna kallas gärdsgården rodgård (rogard, rôgåḷ, råggåḷ, m.fl.), av ett dialektalt ord roa, roda ’stång’ med paralleller i bl.a. tyska Rute ’stång’ och finska ruoto ’ribba’. På gutamål kallas gärdsgården för täun (”tun”).

## Lagstiftning orsak till gärdsgårdars popularitet
Svensk lagstiftning kräver, från 1200-talets landskapslagar till dagens Lag (1933:269) om ägofred, att åker och äng skyddas med hägnader. Denna stängselskyldighet är en av huvudförklaringarna till att gärdesgården blev jordbrukets vanligaste stängseltyp.

## Gärdesgårdstyper

### Flätverksgärdsgårdar
De äldsta gärdsgårdarna var s.k. flätverksgärdsgårdar eller fläteshägnader som började tas i bruk under järnåldern. Dessa hade enkla stolpar, med ca 0,5 meters avstånd. Flätgärdsgårdarna fanns kvar under hela medeltiden i städerna.

### Hankgärdsgårdar
På den nordiska landsbygden övergick man under perioden 1000–1300 successivt till den även för nutida människor utseendemässigt bekanta hankgärdsgården. De äldsta kända arkeologiska fynden av hankgärdsgårdar i Sverige har gjorts i Leksand, där man hittat rester av sådana från 1000-talet. Avståndet mellan störparen i en hankgärdsgård var under medeltiden 0,3–0,4 m men ökade senare till 1–1,5 m vilket var ungefärligt standardmått under 1700-talet. Vilket avstånd som används beror också på lokala traditioner eller vad gärdsgårdarna skall användas till. På Gotland är det vanligt med omkring 0,6 m.

### Skiftesverksgärdsgårdar
Då man behövt särskilt stabila gärdsgårdar, exempelvis för att hindra svin att ta sig in på gärdena, har man använt gärdsgårdar av skiftesverk.

### Stengärdsgårdar
I vissa trakter röjdes det för åkermark, trots att det fanns mängder av sten. Ett naturligt sätt att frilägga åkermarken från sten, blev att samla stenen vid åkergränserna och bygga stengärdesgårdar.

### Amerikanska gärdsgårdar
Vid gärdsgårdar av amerikansk typ, split-rail fence, utgjordes gärdslena av kluvna stammar av rötbeständiga lövträd, till exempel amerikansk kastanj eller falsk akacia. Gärdslena lades på en stenfot eller direkt mot marken och staplades ändvis mot varandra som timmerknutar, vilket gav gärdsgården ett zickzackformat utseende. Ibland stöddes hörnen av störar eller stöttor.

## Bildexempel

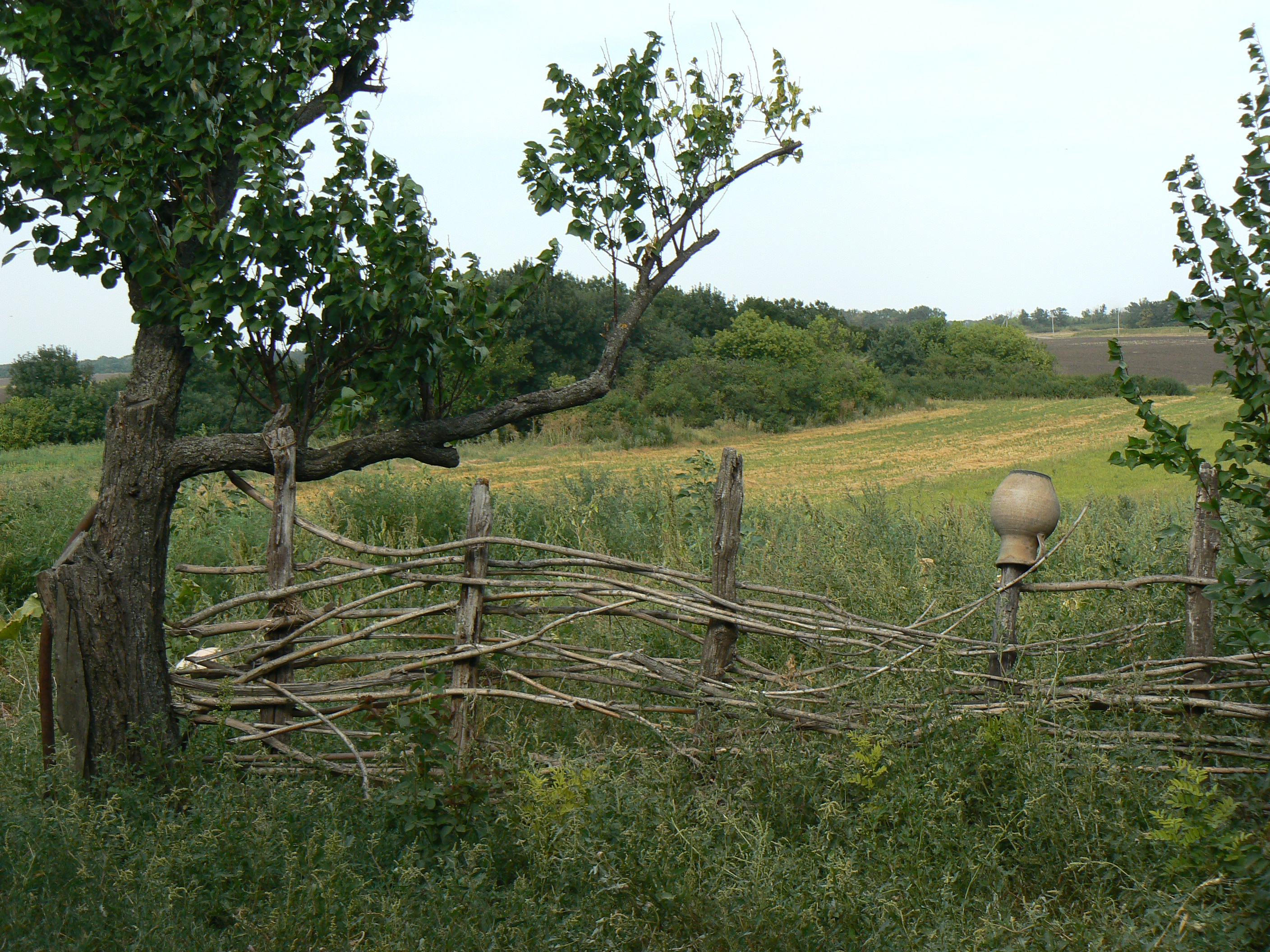
Flätverksgärdsgård i Ukraina.
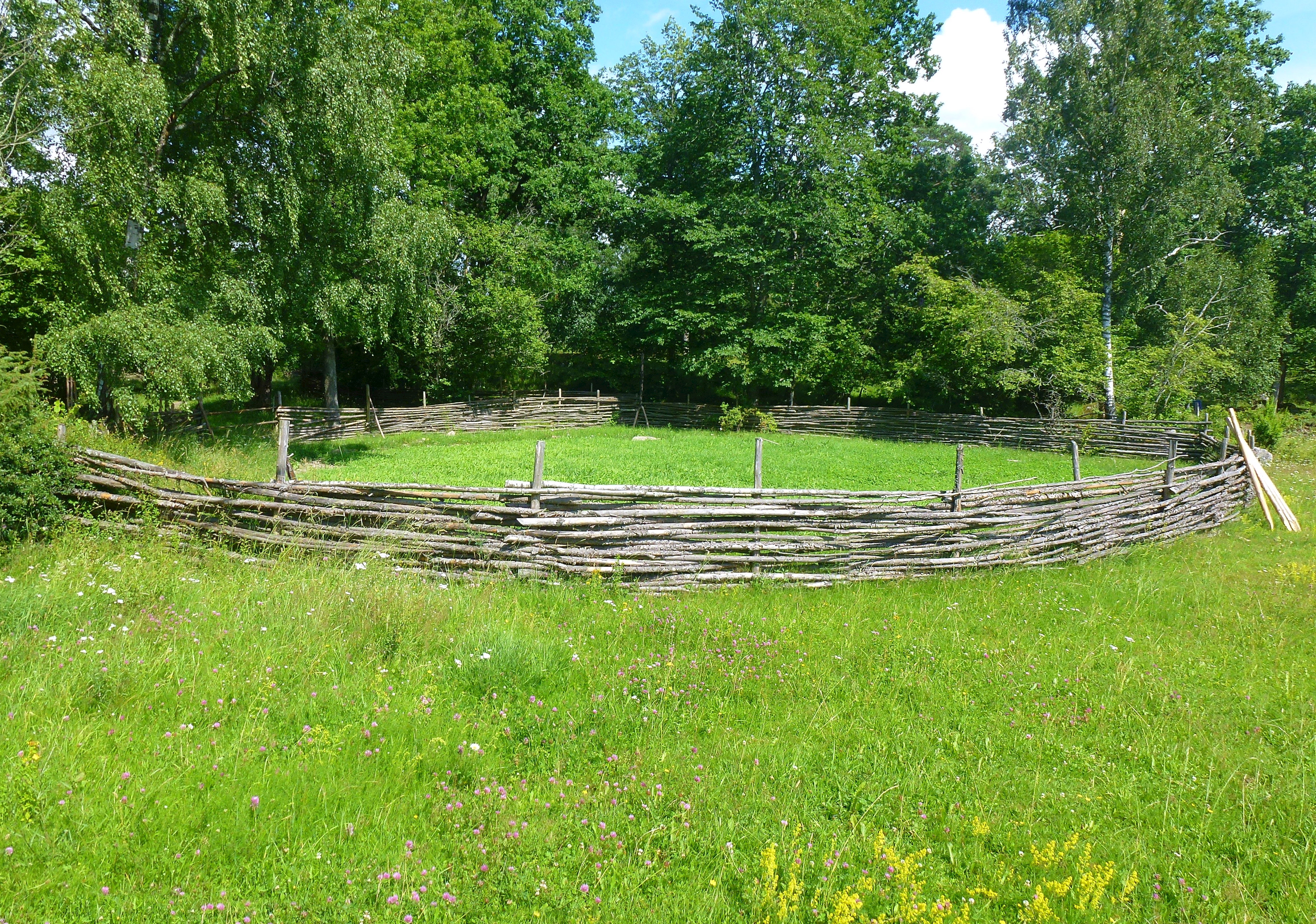
Rekonstruerad fläteshägnad vid Bögs gård.
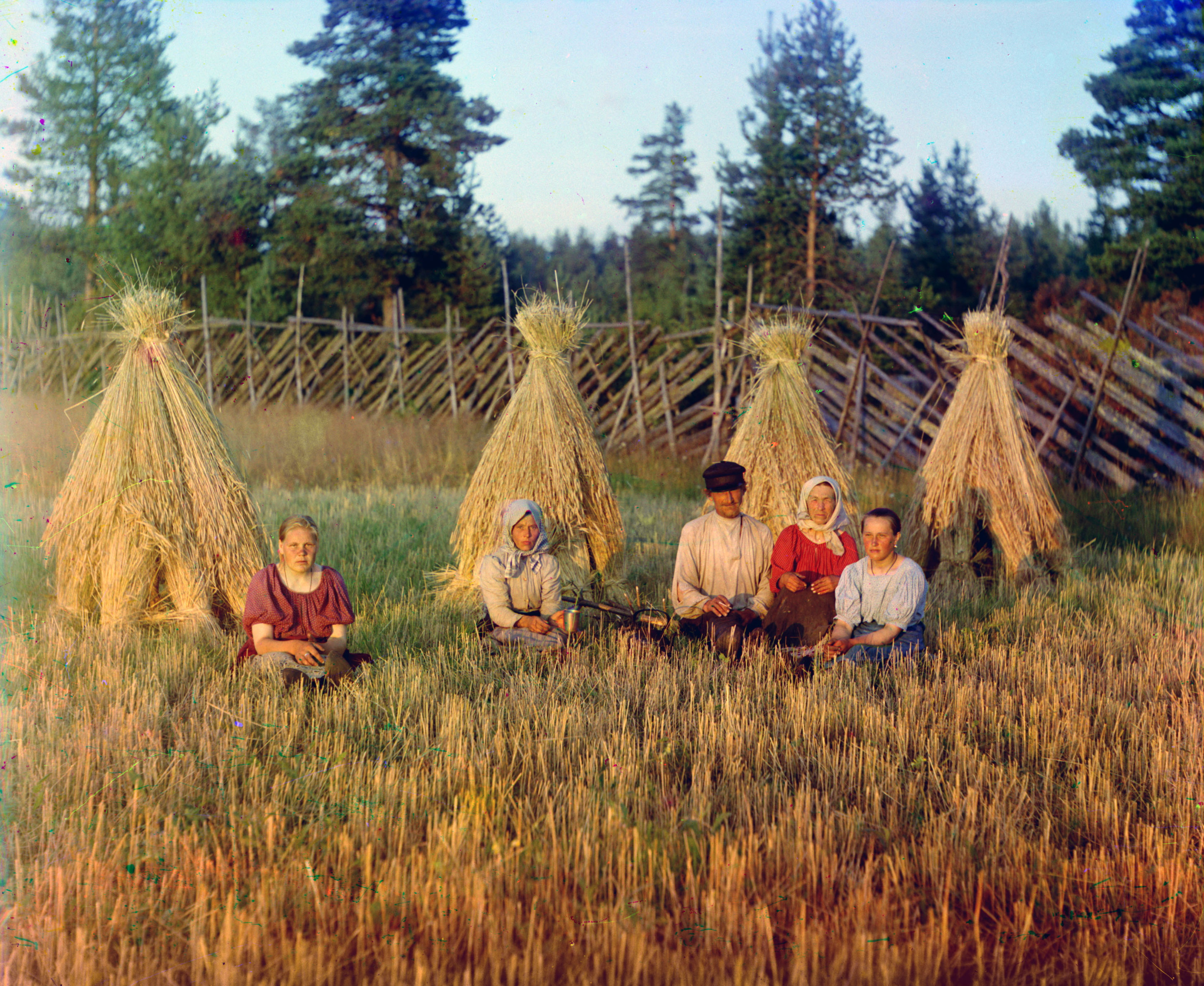
Hankgärdsgård i norra Ryssland. Foto av Sergej Prokudin-Gorskij, 1909.
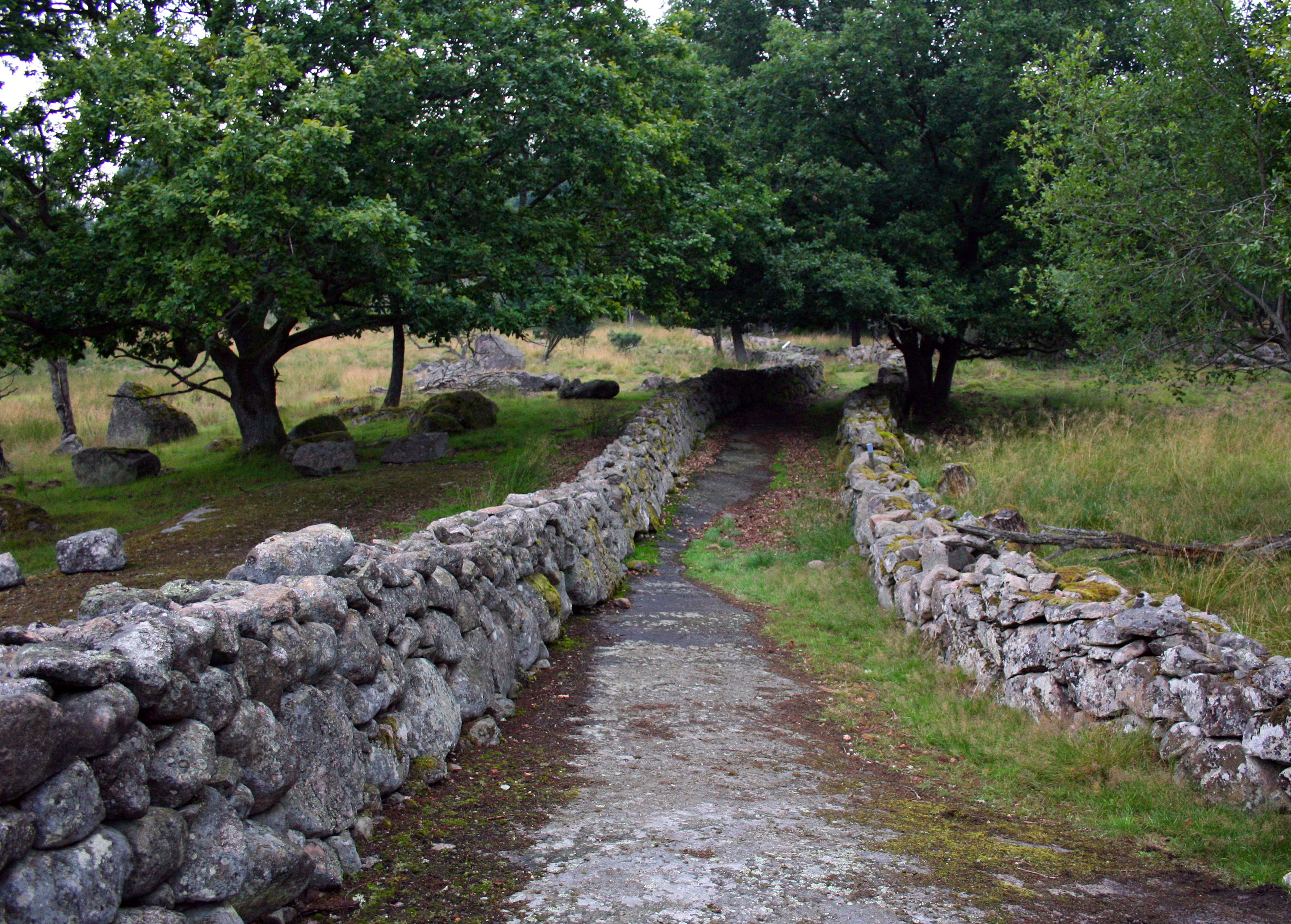
Exempel på en stengärdsgård.
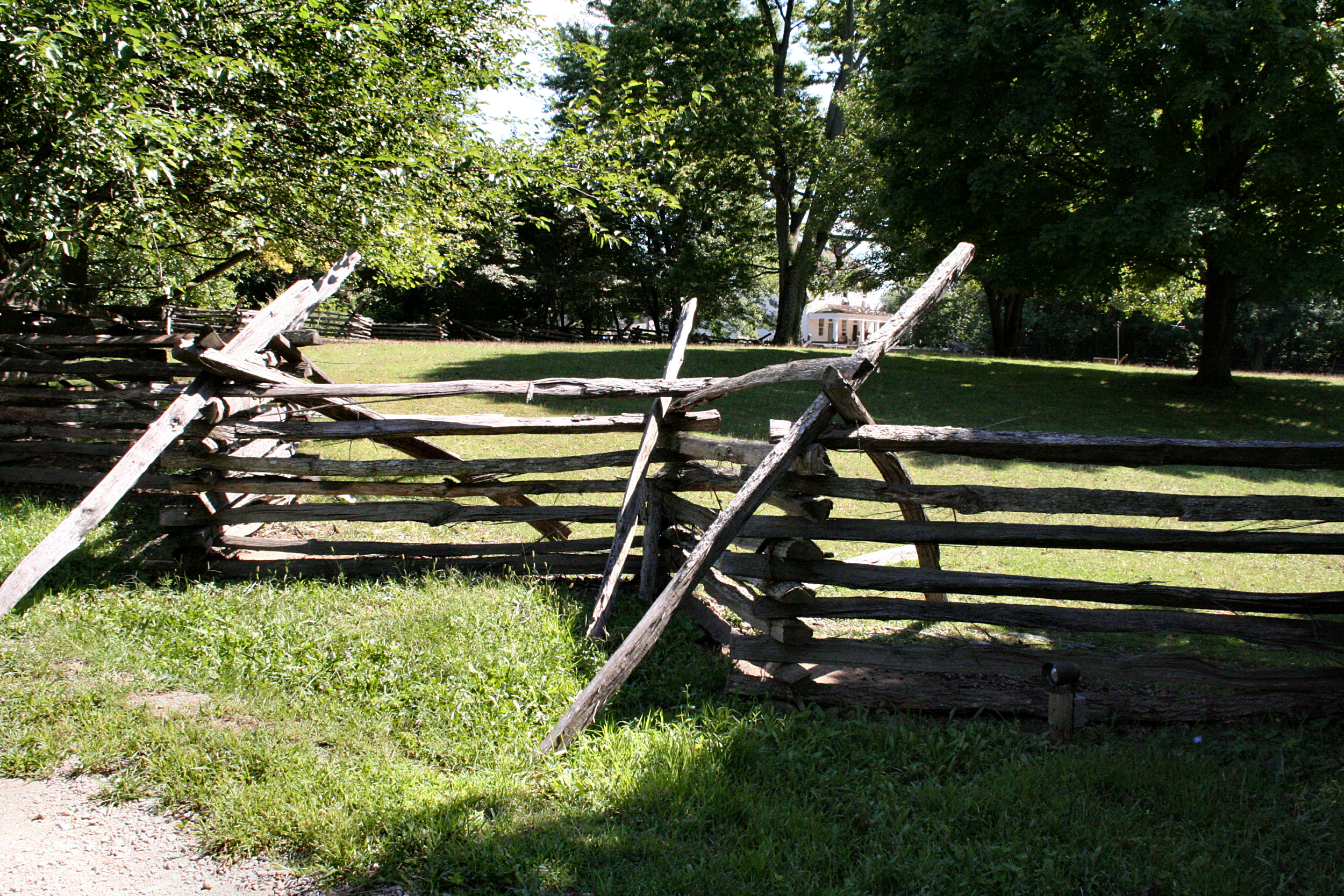
Amerikansk gärdsgård av typen split-rail fence.
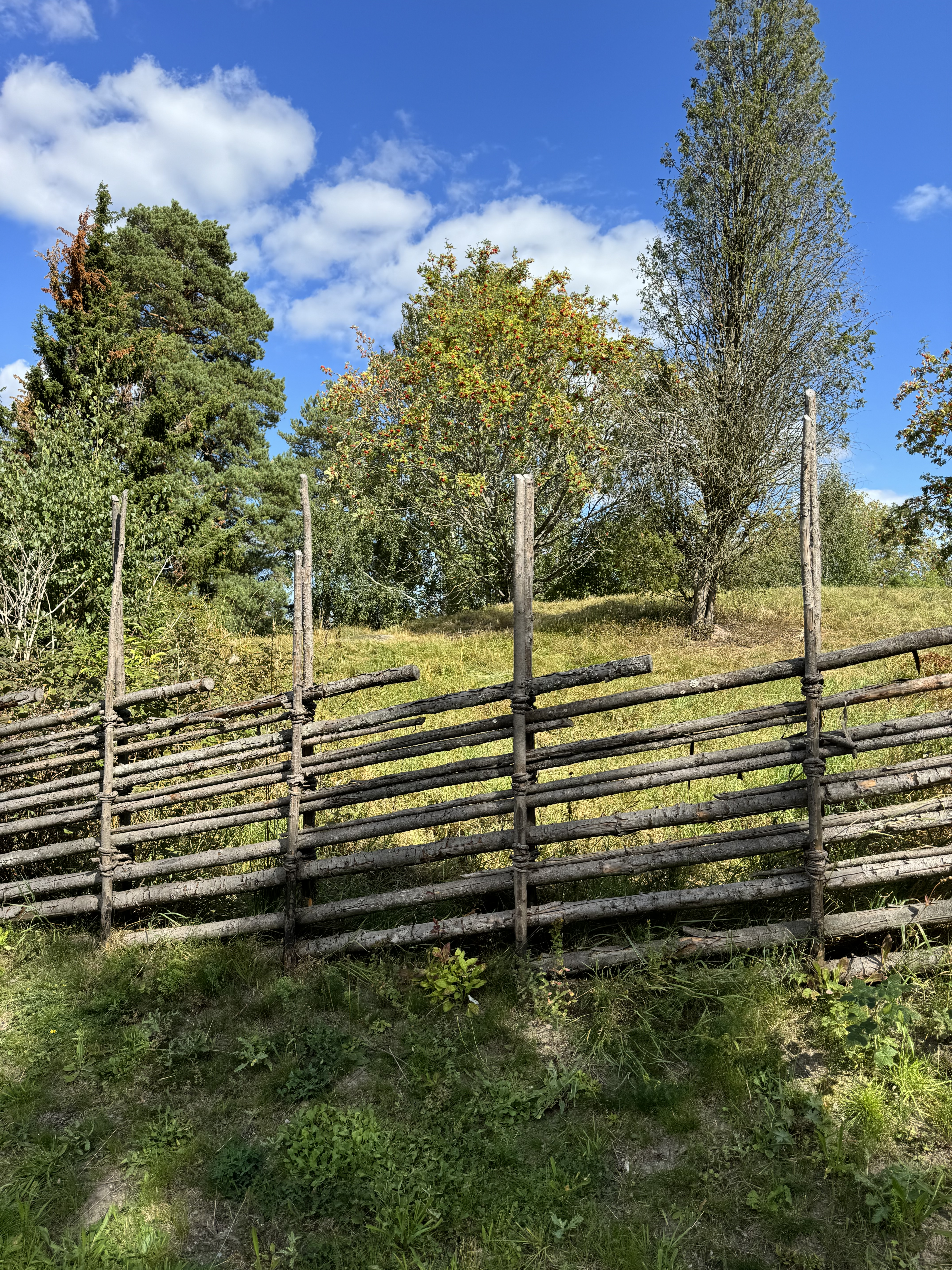
Gärdesgård i Täby invid Ladugårdsbackens gravfält.

## Konstruktion av hankgärdsgårdar

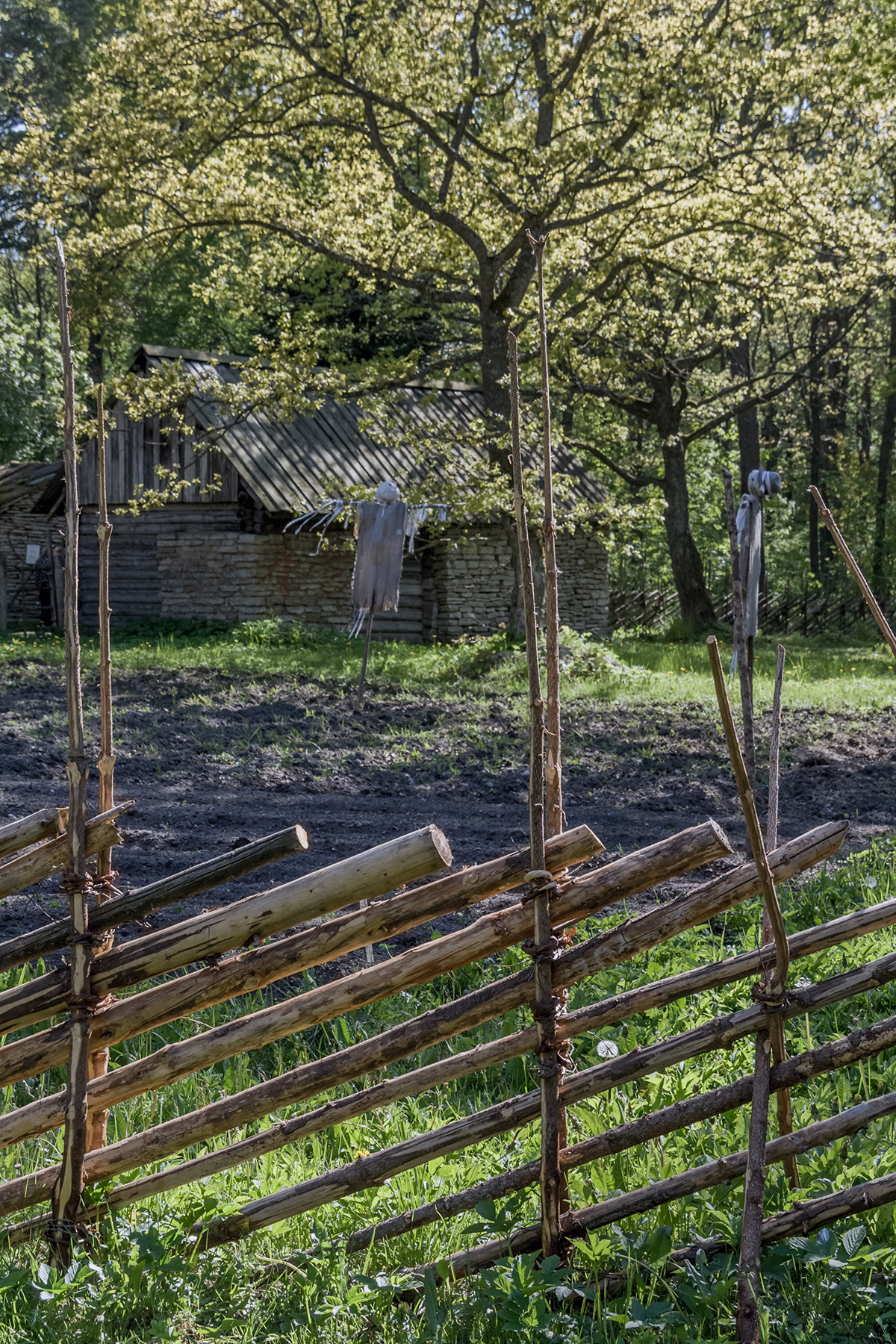
Hankgärdsgård vid gårdstunet, Estland.

En hankgärdsgård består av parvis uppsatta lodräta störar av gran (på Gotland ene) som hålls ihop av vidjeband som kallas hank.  Mellan störparen sätts snedställda gärdslen (gotländska troder), vilket är kvistade toppar från gran på omkring 4 meter. Gärdslets tjockända vilar på den översta hanken. I senare tid började man även binda fast gärdslen i störpar med vidjor, huvudsakligen av grangrenar. Vidjorna bands med olika täthet och i olika varianter runt störparet. När ståltråden blev vanlig på den svenska landsbygden ersattes vidjorna ibland av ståltråd, men de gärsgårdar som reses numera reses ofta i kulturhistoriskt eller dekorativt syfte och då används metoden med vidjor.
På Gotland - där benämningen är "bandfast tun" (gotländska) - används istället för vidjor bandar. Detta är klenare enesgrenar på cirka 120 cm där endast riset i toppen lämnas kvar. Dessa värms över en eld och vrids fast mellan störparen och därefter läggs trodren vilande på dessa. På så sätt skapas ett stabilt och, vid bra materialval, hållbart staket som står sig i upp till 40 år. Gärdesgårdar förekommer numera både som staket omkring privata trädgårdar och som stängsel i kulturhistoriska miljöer. Enligt gammal folktro ska eneruskorna vridas ut från gården, för att hindra trolldom och andra förtretligheter att komma in.